# Ordine di Sant'Ambrogio ad Nemus
L'Ordine di Sant'Ambrogio ad Nemus (in latino Ordo Fratrum Sancti Ambrosii ad Nemus), o dei fratelli Ambrosiani, venne fondato a Milano e soppresso nel 1643.

## Storia

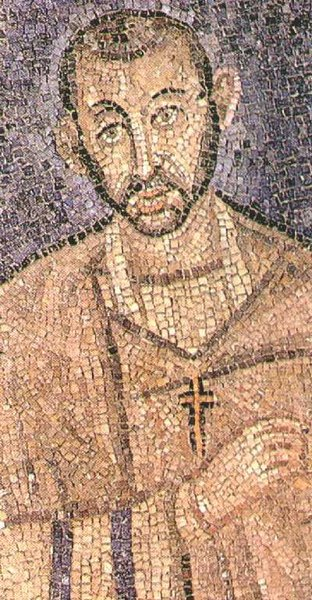
Antico mosaico di Sant'Ambrogio (~337-397) nella Basilica di Sant'Ambrogio a Milano

L'Ordine sorse verso la metà del XIV secolo ad opera di tre ricchi nobili milanesi: Alberto Besozzo, Alessandro Crivelli e Antonio Pietrasanta. Animati da spirito di penitenza, i tre si ritirarono in una spelonca nel bosco (in latino nemus) nei pressi di Milano dove, secondo la tradizione, si era nascosto sant'Ambrogio per sottrarsi all'elezione a vescovo.
Alla comunità si unirono presto numerosi sacerdoti ed eremiti che progressivamente adottarono la vita cenobitica: la congregazione venne riconosciuta da papa Gregorio XI nel 1375, con l'obbligo di seguire la regola di sant'Agostino e il rito ambrosiano. Inizialmente organizzati in conventi autonomi, vennero poi costituiti in ordine mendicante accentrato con la bolla di papa Eugenio IV del 4 ottobre 1441; l'ordine era presieduto da un rettore generale espresso da un capitolo che si riuniva ogni tre anni e la cui elezione era soggetta all'approvazione dell'arcivescovo di Milano.
Il principale convento degli Ambrosiani era quello adiacente alla chiesa milanese di San Primo (oggi trasformato nel Collegio Elvetico): un'altra importante casa era quella di Parabiago. Fuori dall'arcidiocesi di Milano esistevano solo due conventi, entrambi a Roma: quello di San Clemente e quello di San Pancrazio. Nel 1457, seguendo la vocazione religiosa, entrò a fare parte dell'ordine il marchese Alessandro Gonzaga, per passare poi nel convento di san Nicolò di Mantova.
Il 15 agosto 1589 Sisto V promulgò la bolla con cui univa gli Ambrosiani agli Apostolini (o frati di San Barnaba); con il breve del 2 dicembre 1643, papa Urbano VIII decretò la soppressione dell'ordine, confermata da Innocenzo X con la bolla Quoniam del 1º aprile 1645.
Sopravvivono i monasteri delle romite ambrosiane delle monache romite dell'Ordine di Sant'Ambrogio ad Nemus. Si tratta del convento di Santa Maria del Monte, sopra Varese, fondato dalle beate Caterina e Giuliana. Tale monastero ottenne dalla Santa Sede la bolla di fondazione nell'anno 1474. Dal primario monastero alcune religiose vennero richieste per dare vita ai monasteri di Bernaga di Perego (provincia di Lecco), Agra (provincia di Varese) e Revello (provincia di Cuneo). Il 14 dicembre 1963 infatti, con il sostegno dell'allora Arcivescovo di Milano cardinale Montini (in seguito papa Paolo VI) madre Maria Candida con altre otto consorelle provenienti dal monastero del Sacro Monte di Varese tornarono a dare vita al monastero. In seguito dal monastero dei Bernaga due piccoli gruppi di monache sciamando dal loro monastero fondarono quello di Agra (25 marzo 1974) e in seguito quello di Revello (7 aprile 1986). I tre monasteri sono accomunati dalla stessa regola e costituzioni che riprendono l'antico ordine di Sant'Ambrogio ad Nemus.